# Снятие с креста
Снятие с креста (греч. Ἀποκαθήλωσις) — эпизод Страстей Христовых, следующий за распятием и предшествующий оплакиванию Иисуса.

## Евангельский рассказ
Рассказ о снятии тела Иисуса Христа с креста приводится у всех четырёх евангелистов и каждый из них связывает это событие с именем Иосифа Аримафейского, тайного ученика Христа. В Евангелиях не описано, как происходило само снятие тела, рассказывается лишь о том, как Понтий Пилат дал на это разрешение.
| Евангелие                | Описание снятия с креста |
| ------------------------ | --- |
| От Матфея (Мф. 27:57-59) | Когда же настал вечер, пришёл богатый человек из Аримафеи, именем Иосиф, который также учился у Иисуса; он, придя к Пилату, просил тела Иисусова. Тогда Пилат приказал отдать тело; и, взяв тело, Иосиф обвил его чистою плащаницею…                                                                                        |
| От Марка (Мк. 15:43-46)  | …пришёл Иосиф из Аримафеи, знаменитый член совета, который и сам ожидал Царствия Божия, осмелился войти к Пилату, и просил тела Иисусова. Пилат удивился, что Он уже умер, и, призвав сотника, спросил его, давно ли умер? И, узнав от сотника, отдал тело Иосифу.                                                          |
| От Луки (Лк. 23:50-54)   | Тогда некто, именем Иосиф, член совета, человек добрый и правдивый, не участвовавший в совете и в деле их; из Аримафеи, города Иудейского, ожидавший также Царствия Божия, пришёл к Пилату и просил тела Иисусова; и, сняв его, обвил плащаницею и положил его в гробе, высеченном [в скале], где ещё никто не был положен. |
| От Иоанна (Ин. 19:38)    | После сего Иосиф из Аримафеи — ученик Иисуса, но тайный из страха от Иудеев, — просил Пилата, чтобы снять тело Иисуса; и Пилат позволил. Он пошёл и снял тело Иисуса. |

## Апокрифические рассказы
В апокрифическом «Евангелии от Петра», написанном в первой половине II века, не сообщается кто снял тело Иисуса с креста, а Иосиф Аримафейский получает его от иудеев:

И тогда вытащили гвозди из рук Господа и положили Его на землю. И земля вся сотряслась, и начался великий страх. Тогда солнце засветило, и стало ясно, что час ещё девятый. Обрадовались иудеи и отдали Иосифу тело Его, чтобы он похоронил тело…
— Евангелие от Петра (6:21-24)
Апокрифическое «Евангелие от Никодима» (самые ранние версии датируются IV веком), написанное от лица одного из участников погребения Христа, придерживается канонического рассказа об этом событии:

И вот некий муж по имени Иосиф, который тайно шёл от Аримафеи, города Иудейского, взыскуя Царства Божьего, не стерпев поношения и клеветы иудейской, обратился к Пилату и попросил тело Иисусово, и снял с креста, и обвил Его платом чистым, и положил Его в гробницу новую…
— Евангелие от Никодима (11)

## В изобразительном искусстве
При изображении снятия тела Иисуса с креста художники домысливали участников, так как в Евангелиях сообщается только об Иосифе Аримафейском. Действующие лица обычно аналогичны участникам погребения Христа: Иосиф Аримафейский, Никодим, Иоанн Богослов, Богородица и жены-мироносицы. Сцена снятия с креста может совмещаться с иными композициями страстного цикла (оплакивание, положение во гроб).